# Martyr
«Martyr» - 45-й британський сингл Depeche Mode . Випущений як самостійний сингл для підтримки нової компіляції, The Best of – Volume 1, випущеної 13 листопада 2006. Видано 30 жовтня 2006 в трьох форматах: CD-сингл, CD-максі і DVD-сингл. Також було обмежене видання double-12" сингл (L12BONG39), що включає чотири ремікси більш ранніх пісень Depeche Mode.

## Опис
Пісня, спочатку названа «Martyr for Love», - добре відомий упущений трек зі студійних записів альбому Playing the Angel. Пісня згадується на одній з відеозаписів (де її слабо чути грає як фон) і на одному інтерв'ю. Програміст Playing the Angel  Дейв МакКрекен сказав, що вона розглядалася групою як перший сингл з Playing the Angel, але не вписувалася в альбом через більш поп-звучання в порівнянні з іншими треками з альбому.
На синглі немає інших нових пісень; бі-сайди-ремікси «Martyr» і більш ранніх пісень.
Сингл став у Depeche Mode 35-м, що потрапили в UK Top 20.
Дивне зображення на обкладинці - негатив фотографії зверху бутона білої троянди, яка є оформленням обкладинки збірки «The Best Of, Volume 1», до якого увійшла «Martyr» як найновіша.
Відео було знято Андреасом Нилссон, який, за його словами, був найнятий через те, що Дейв Гаан був вражений його відео на пісню The Knife «Silent Shout». Кліп був знятий у Гетеборзі, Швеція, і учасники групи на ньому не з'являються. Потім група відкинула це відео, і воно було замінено відеомонтажем, випущеному 8 жовтня 2006 і зробленому Робертом Чендлером, в якому Дейв Гаан на вид співає пісню, що було досягнуто відтворенням низки коротких уривків з кліпів Depeche Mode самих різних періодів, в яких Дейв або говорить слова, присутні в тексті «Martyr», або його губи рухаються подібним чином, ніби він їх вимовляє. Як це не дивно, відео відсутнє на їх DVD-збірці «The Best Of».